# کلیر بروک پارک (نیوجرسی)
کلیر بروک پارک (به انگلیسی: Clearbrook Park) یک منطقهٔ مسکونی در ایالات متحده آمریکا است که در مونرو، نیوجرسی واقع شده‌است. کلیر بروک پارک ۲٫۲۹۱ کیلومتر مربع مساحت و ۲٬۶۶۷ نفر جمعیت دارد و ۳۴ متر بالاتر از سطح دریا واقع شده‌است.